# Jean Sirmond
Jean Sirmond, né vers 1589 à Riom où il est mort en 1649, est un poète néolatin et homme de lettres français, historiographe de Louis XIII.

## Une famille de prêtres
« Il estoit neveu du P. Sirmond Jésuite, Confesseur du Roi Louis XIII, & l'un des plus savans hommes de notre siècle. Il vint à la Cour, & par la faveur du Cardinal de Richelieu, qui l'estimoit un des meilleurs écrivains qui fussent alors, il fut fait Historiographe du Roi, avec douze cens écus d'appointemens. »

Il est aussi le frère d'Antoine Sirmond (1591 Riom- Paris 1643), théologien jésuite, et un des oncles maternels de Mgr Soanen, prédicateur du roi puis évêque de Senez, janséniste.

## Son œuvre
Jean Sirmond est connu surtout pour le combat qu'il mènera toute sa vie contre Mathieu de Morgues, dit le sieur de Saint-Germain, partisan de Marie de Médicis et auteur de libelles contre Richelieu. Jean Sirmond y répond par une série de petits ouvrages qu'il écrit sous différents pseudonymes, tels que Julius Pomponius Dolabella, le Français fidèle ou le Sieur des Montagnes.
Lors de son séjour à Paris, Jean Sirmond collabore à la rédaction des statuts de l'Académie française, dont il devient l'un des premiers membres en 1634. Il est aussi l'auteur d'une Vie du Cardinal d’Amboise, parue en 1631, et il écrit des poèmes en latin, qui ne seront publiés qu'à titre posthume, en 1653. Après la mort du roi et du cardinal, il se retire dans son Auvergne natale, dépité de se retrouver sans soutien après avoir tant lutté.
Paul Pellisson a rendu à Jean Sirmond un hommage personnel qui constitue également un témoignage sur l'évolution de la langue française, dont certains ont comme lui le sentiment qu'elle est désormais suffisamment « raisonnable » pour être digne de remplacer le latin et le grec comme langue à la fois savante et littéraire. Il écrit :

« J'ajoûterai ici par une espèce de reconnaissance, qu'un de ses ouvrages est une des premières choses, qui m'ont donné goût pour notre Langue. J'étois fraîchement sorti du Collège : on me présentoit je ne sais combien de Romans, & d'autres pièces nouvelles, dont tout jeune, & tout enfant que j'étois, je ne laissois pas de me mocquer, revenant toûjours à mon Cicéron, & à mon Térence, que je trouvois bien plus raisonnables. Enfin, il me tomba presque en même temps quatre livres [de Jean Sirmond] entre les mains [...]. Dès lors, je commençai non-seulement à ne plus mépriser la Langue Françoise ; mais encore à l'aimer passionnément, à l'étudier avec quelque soin, & à croire, comme je fais encore aujourd'hui, qu'avec du génie, du temps, & du travail, on pouvoit la rendre capable de toutes choses. »

## Ouvrages
- Les Bons et Vrays Advis du François fidelle. Aux Mal-contans retirez de la Cour
- La Pitarchie française ou réponse aux vaines plaintes des malcontens (1615)
- Discours au Roy sur l'excellence de ses vertus incomparables et de ses actions héroïques (1624)
- La Lettre déchiffrée (1627). Éloge de Richelieu.
- Advertissement aux provinces sur les nouveaux mouvemens du royaume (1631)
- La Vie du Cardinal d'Amboise, en suite de laquelle sont traictez quelques poincts sur les affaires présentes (1631)
- Le Coup d'estat de Louys XIII, 1631, 46 p. (lire en ligne)
- La Défense du roi et de ses ministres contre le manifeste que sous le nom de Monsieur on fait courre parmi le peuple (1631)
- L'Homme du pape et du roy, ou Réparties véritables sur les imputations calomnieuses d'un libelle diffamatoire semé contre sa Sainteté et sa Majesté très-chrestienne (1634)
- Le Souhait du Cid en faveur de Scudéri : une paire de lunettes pour faire mieux ses observations (1637). Documents sur la querelle du Cid.
- La Chimère deffaicte, ou Réfutation d'un libelle séditieux tendant à troubler l'Estat, sous pretexte d'y prévenir un schisme (1640)